# 북평초등학교 (전남)
북평초등학교는 대한민국 전라남도 해남군에 있는 공립 초등학교이다.

## 학교 연혁
- 1947. 11. 10 북평중앙국민학교 개교
- 1981. 03. 01 북평중앙국민학교 병설유치원 개원
- 1993. 03. 01 이진분교장 통합
- 1995. 03. 01 농촌형 급식학교 운영
- 1995. 03. 01 북평동국민학교 통합
- 1996. 03. 01 북평중앙초등학교로 개칭
- 1998. 03. 01 북평초등학교로 개칭
- 1999. 03. 01 북평남초등학교 통폐합
- 1999. 09. 01 서흥분교장 통합
- 2001. 02. 13 다목적 강당(북평관) 개관

## 참고 자료
- 북평초등학교 - 한국교육학술정보원 학교알리미